# تاتنهال (تشيشير)
تاتنهال (بالإنجليزية: Tattenhall)‏ هي قرية وأبرشية مدنية تقع في المملكة المتحدة في إنجلترا. يقدر عدد سكانها بـ 1,986 نسمة .

## أعلام
- ألبان أرنولد
- ليزلي جونز